# Granwald Scott
Warren Granwald Scott (* 28. listopadu 1987, Kapské Město) je jihoafrický fotbalový záložník a reprezentant, od ledna 2017 hráč jihoafrického klubu Bidvest Wits F.C. Mimo Jihoafrickou republiku působil na klubové úrovni na Slovensku. Nastupuje ve středu zálohy.

## Klubová kariéra
Svoji fotbalovou kariéru začal v celku Kensington FC. Následně zamířil do Ajaxu Cape Town, jehož je odchovanec. Před sezonou 2004/05 se propracoval do seniorské kategorie a byl oporou mužstva. V zimě 2015/16 Ajax opustil a odešel na Slovensko, kde se dohodl na dvou a půlletém kontraktu s opcí se Slovanem Bratislava. V klubu nakonec vydržel pouze rok, jelikož v prosinci 2016 se dohodl s vedením na předčasném ukončení smlouvy. V lednu 2017 zamířil jako volný hráč (zadarmo) zpět do vlasti, kde se stal novou posilou týmu Bidvest Wits F.C.

## Reprezentační kariéra
V A-mužstvu Jihoafrické republiky debutoval v přátelském zápase hraném 7. ledna 2012 proti reprezentaci Rovníkové Guiney (remíza 0:0), nastoupil na první poločas.

### Reprezentační zápasy
Zápasy Warrena Granwalda Scotta v A-týmu jihoafrické reprezentace
| 2012                | 1 | 0 |
| Celkem              | 1 | 0 |
| Platí k 19. 4. 2017 |   |   |